# Annie Playden
Annie Playden (teljes nevén Annie Maria Playden, férjezett nevén: Annie Postings; Bearsted, Kent, 1880. január 28. – 1967) angol nevelőnő, Guillaume Apollinaire francia avantgarde költő szerelme és múzsája, akinek személyéhez a költő néhány kiemelkedő verse köthető. („Annie-versek”)
Annie-t szigorú, puritán neveltetése akadályozta, hogy viszonozza a költő túlságosan szenvedélyesnek érzett közeledését. Inkább megijesztette szenvedélyessége, indulatossága és féltékenysége. Kapcsolatuk azonban az ő részéről sem volt teljesen érzelemmentes, hiszen a költőt eredeti családneve alapján „Kostro”-nak szólította, ami a századforduló körül mindenképpen valamilyen érzelmi kötődést feltételez. (A Guillaume Apollinaire név 1902 októberében jelent meg egy cikke aláírásaként. Annie a költőt kizárólag eredeti nevén Guillaume de Kostrowitzky-ként ismerte. Innen az általa használt becenév.) 

## Élete
Apja Henry Playden Stockwellben (Londonban) a landor úti Járványkórház (Fever Hospital) kertésze volt, és a közelben lakott családjával. Vallásossága és puritánsága miatt a környékbeliek „canterburyi érsek”-ként emlegették. Annie szigorú neveltetése a jelek szerint azonban inkább volt szeretetteljes mint rideg. Édesanyja Maria Playden. Kishúga, Jenny 1888. december 29-én született és volt legalább három fivérük.
A közeli lingham utcai St Andrew egyházi általános iskolába járt. 1901-ben Gaëtan de Milhau őrgróf özvegye, Élinor vette fel nevelőnőnek nyolc éves kislánya, Gabrielle mellé. Apja nagyon nehezen engedte el Annie-t külföldre. 1901-ben ismerkedtek meg Apollinaire-rel, akit az őrgrófnő francia nyelvtanárként alkalmazott. (A források többségének állításával ellentétben már Párizsban is találkoztak.)
1905-ben kivándorolt az Egyesült Államokba, férjhez ment és egy kaliforniai farmon élt. Férje halálát követően feltehetően anyagi gondjai lehettek, ugyanis egész idős koráig, nyolcvanhárom éves koráig nevelőnőként dolgozott. 1932 és 1957 között a Jackson családnál Santa Barbarában. Nyugdíjas éveiben a New York állambeli Katonahban élt. 1967-ben hunyt el.

## Kapcsolata Apollinaire-rel

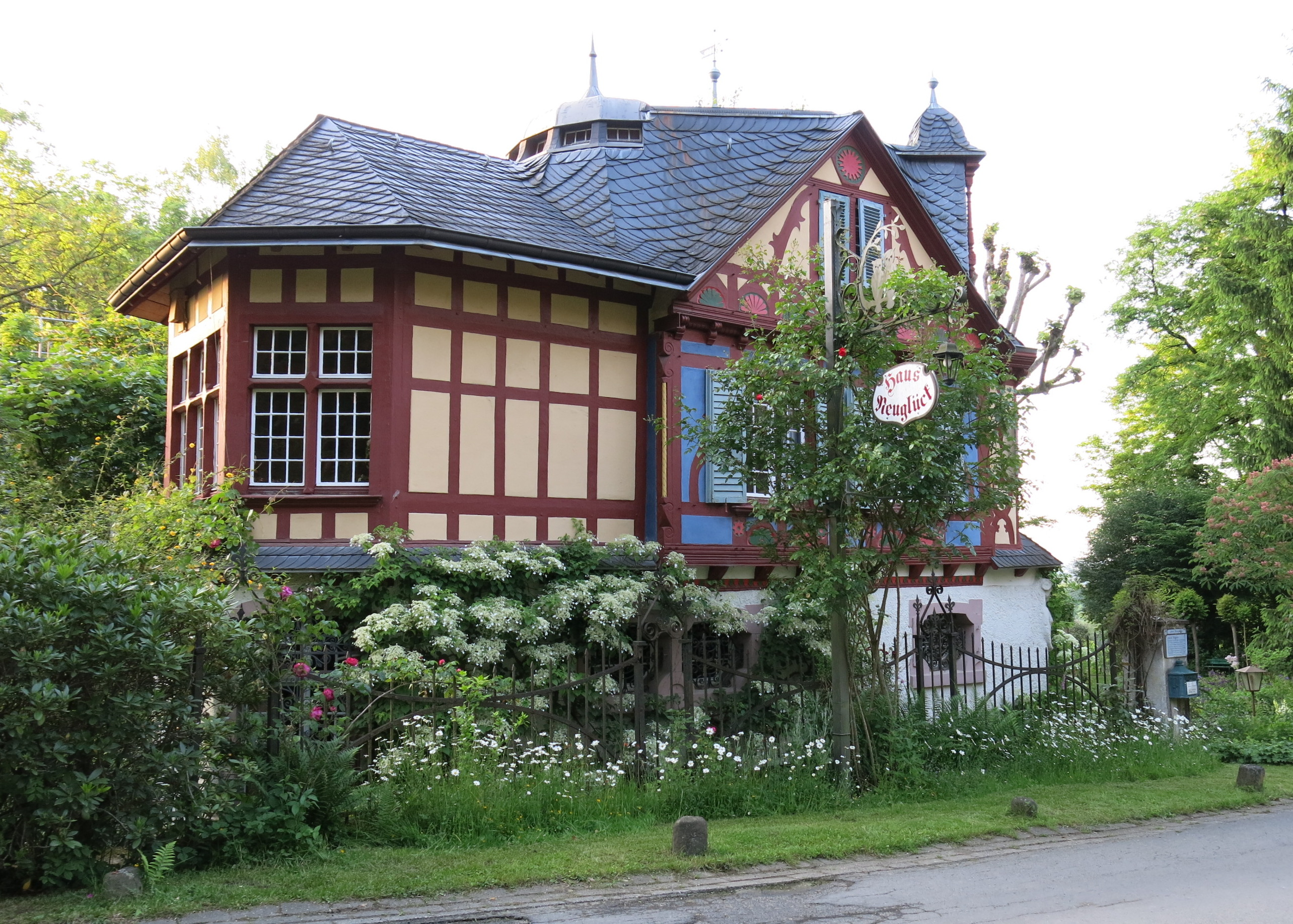
Haus Neuglück

Az irodalomtörténet szerint Apollinaire-t az őrgrófnő házitanítónak vette fel hogy napi három órában francia nyelvre tanítsa Gabriellét. Barátja, René Nicosia édesanyja ajánlotta be, aki a kislányt zongorázni tanította. Rövid idő elteltével a családi birtokra utaztak Németországba, Bad Honnefbe illetve a Bennerscheid nevű aprócska faluban álló Neuglück Házba („kastélyba”), és ott ismerkedtek meg.
Németországba Apollinaire automobilon az őrgrófnővel utazott, Annie az őrgrófnő idős édesanyjával és Gabriellével vonaton. Az őrgrófnő óva intette Annie-t a költővel kapcsolatosan. Apollinaire sejtetései ellenére nem volt a szeretője és komolyan nem került szóba közöttük a házasság. Feltehetően már az elvi akadályt jelentett, hogy Annie protestáns, a költő pedig katolikus volt.
Annie nem beszélt sem franciául sem németül, Apollinaire pedig angolul nem tudott, így valószínűleg nehezen értették meg egymást. Mindezek ellenére sokat sétáltak, kirándultak a környéken kettesben is.
Apollinaire feltehetően nem csak Annie brit visszafogottságát, szigorú neveltetését és érzékenységét tekintve volt vele már-már tolakodó, indulatos és féltékeny. Egy kiránduláson a költő azzal ijesztgette, hogy a szakadékba veti magát. Más alkalommal féltékenykedett mikor Annie szóba elegyedett a fiatal falusi tanítóval. Azonban valamilyen érzelmi kötődés mégis kialakult iránta, hiszen „Kostro”-nak szólította, ami ebben az időben valamilyen érzelmi kötődést mindenképpen feltételez. „Húszéves volt, amikor találkoztunk. Őrülten szeretett, de én buta liba voltam, nem tudtam viszonozni.” Levelezésük néhány részlete is némi zavart keltett: például az olyan kitételeket, mint pl. „már nem utálom Önt annyira mint régen” egyes irodalomtörténészek hajlamosak tényközlésként értékelni, holott ez inkább tűnik évődésnek mindezek ellenére. Az bizonyos, hogy őrizgetett emlékeket a költőtől, de néhány értékesebb ékszeren kívül ezek elvesztek egy házukba történt betörés alkalmával. Ugyanakkor veszett el a költő neki szóló verse is.
Apollinaire egy éves szerződése 1902 augusztusában lejárt. Az őrgrófnőtől nagyon kedvező ajánlólevelet kapott, és visszautazott Franciaországba. A költő 1903-ban Londonban élő albán barátja, Faïk Konitza segítségével megtudta Annie londoni címét és barátja által kieszközölt találkozón 1903. november 13-n és 1904 májusában még egy-egy kísérletet tett Annie kezének elnyerésére, de nem járt sikerrel. Ezeknél az alkalmaknál megfelelő illedelmes körülmények között többször is találkoztak. Ez a körülmény szintén azt mutatja, hogy a költő neveletlennek tűnő viselkedése ellenére valamilyen mértékben mégis vonzódott hozzá. A következő találkozó 1905-ben már nem jöhetett létre, ugyanis Annie időközben az Egyesült Államokba költözött és férjhez ment. Levelezésük is végleg megszakadt.
Az irodalomtörténet szerint tehát Apollinaire 1904-ben még egy kísérletet tett és Londonba látogatott. Azonban fennmaradt levelezésük ezt nem látszik alátámasztani. Felmerülhet az is továbbá, hogy akkor Annie miért nem tudta, hogy a költő Guillaume Apollinaire néven kezdett publikálni, és több hozzá köthető verse is megjelent már.
Mindezek ellenére amerikai címét nem adta meg a költőnek, és több levelet ő sem írt neki.

## Annie-versek
A Rajnai versek (Rhénanes) ebben az időszakban, a Szeszek (Alcools) kötet közös keltezése szerint 1901 szeptembere és 1902 májusa között születtek, de ezek közül csupán a Május (Mai) kapcsolható közvetlenül Annie-hoz.
Kifejezetten Annie Playden személyéhez köthető versek:
- Annie (Annie)
- Búcsú (L’Adieu, 1903[18] és 1912)  (Vitatott – egy-egy forrás szerint)
- A cigánylány (La tzigane)  (Vitatott – egy-egy forrás szerint)
- A hölgy (La Dame, 1903[19] és 1912?)
- Hyde Park (Hyde Park)
- Landor road-i kivándorló (L'émigrant de Landor Road)
- Kikericsek (Les colchiques)
- Május (Mai)
- A megcsalt szerető éneke[20] (La Chanson du mal-aimé, 1909-ben jelent meg)
- Szalómé (Salomé)  (Vitatott – egy-egy forrás szerint)
- Vadászkürt (Cors de Chasse)

Konkrétumok hiányában legfeljebb homályos célozgatások formájában Anniehoz kötött vers A kulcs, az 1904 és néhány más verse.

## Felkutatása
Annie-t az irodalomtörténet eleinte kitalált irodalmi alakként tartotta számon, mivel Apollinaire barátjától, Paul Léautaudtól (1872-1956) olyan téves értesülés származott miszerint Apollinaire sosem járt Németországban. Másik barátjától, Francis Carcotól (1886-1958) pedig, hogy az Annie-versek valójában Marie Laurencinhez (1885-1956) kapcsolódnak, akivel a költőnek 1907 és 1912 között tartott zűrzavaros szerelmi viszonya.
Azonban néhány irodalomtörténész feltételezte, hogy a verseiben fellelhető egyéb életrajzi vonatkozásokhoz hasonlóan Annienak és németországi tartózkodásának is van valós életrajzi alapja. Mivel a költő özvegye nem engedélyezte a hagyaték tanulmányozását, így ekkoriban még nem volt ismert lelkendező szövegű naplóbejegyzése 1903. március 5-én Annie teljes nevével és londoni címével.
Annie személyének azonosításában több ország irodalomtörténészei vettek részt.
Először Ernest Wolf (1912-1994) fiatal német irodalomtudós kezdett kutatásba Neu Glück környékén. Doktori értekezésének a címe Guillaume Apollinaire és a Rajna-vidék (Guillaume Apollinaire und das Rheinland). Egy idős bennerscheid-i földművestől tudta meg Annie családnevét.
Miután Wolfnak származása miatt menekülnie kellett a náci Németországból, az Egyesült Államokban telepedett le, és hamarosan elnyerte a kaliforniai San Diego-i Egyetem német irodalom tanszékének vezetői posztját. Sejtelme sem volt róla, milyen közel él kutatásának alanya.
A 2. világháború után Robert Goffin belga ügyvéd, költő és kritikus kezdett kutatásba. Apollinaire első életrajzírójától, Pierre-Marcel Adémától tudta meg, hogy a családneve Hayden vagy Playden és annak idején Londonban, Claphamben lakott. 1946-ban utazott Angliába, és Annie sógornőjétől megkapta amerikai címét.
Annie Robert Goffin leveléből tudta meg, hogy negyven évvel korábbi udvarlója Franciaország egyik leghíresebb költője lett, és hozzá köthető néhány a világirodalom legszebb költeményei közé sorolható vers és hogy a költő halála óta is már csaknem harminc év telt el.
Goffin kutatásai történetét a Mercure de France 1947. október 1-i számában tette közzé figyelemre méltó meglátásával, miszerint „Akik szeretik a költészetét, hálásak lehetnek nekem, amiért nem mentem hozzá. Ha megtettem volna, ki tudja, talán nem születtek volna ilyen versek.”
1951 októberében egy másik Apollinaire-szakértő, LeRoy C. Breunig amerikai professzor kért találkozót Annietól, amelyről a Mercure de France 1952. április 1-i számában számolt be: „Nagyon energikus hölgy, kistermetű és egyszerű a ruhája. Pezsgő modorban, kedves angol akcentussal beszél. Mindent, amit távoli fiatalságáról mondott, lelkesedéssel, de szembetűnő távolságtartással mesélte el, mintha a neu-glücki fiatal lány és a kaliforniai hölgy két egészen különböző lény lenne.”
Ezt követően más amerikai kutatók is felvették a kapcsolatot vele.